# Gloria Scarsi
Gloria Scarsi (Pietra Ligure, 30 de septimbre de 2000) es una deportista italiana que compite en ciclismo, en las modalidades de montaña (descenso) y ruta. Ganó una medalla de plata en el Campeonato Europeo de Ciclismo de Montaña de 2025.

## Medallero internacional
| Campeonato Europeo | Campeonato Europeo | Campeonato Europeo | Campeonato Europeo |
| Año                | Lugar              | Medalla            | Competición        |
| ------------------ | ------------------ | ------------------ | ------------------ |
| 2025               | La Molina (España) | Medalla de plata   | Descenso           |